# Aérodrome de Solovki
L'aérodrome de Solovki (russe : Аэропорт Соловки, Aėroport Solovki) (code IATA : CSH • code OACI : ULAS) est un aéroport en Russie sur les Îles Solovki.

## Compagnies aériennes et destinations
| Compagnies | Destinations       |
| ---------- | ------------------ |
| Nordavia   | Arkhangelsk-Talagi |